# Грігол Чабрадзе
Грігол Чабрадзе (груз. გრიგოლ ჩაბრაძე;, нар. 20 квітня 1996, Тбілісі, Грузія) — грузинський футболіст, захисник клубу «Динамо» (Батумі) та національної збірної Грузії.

## Ігрова кар'єра

### Клубна
Грігол Чабрадзе є вихованцем футбольної школи тбіліського клубу «Сабуртало». З 2013 року футболіста почали залучати до матчів першої команди, коли «Сабуртало» ще грав у Другому дивізіоні. Разом з клубом Чабрадзе виграв Другий дивізіон та підвищився у класі. В подальшому разом з командою Чабрадзе вигравав Кубок Грузії та ставав чемпіоном країни.
Сезон 2020 року футболіст провів в оренді у клубі Вищої ліги «Телаві». А перед початком сезону 2021 року Чабрадзе перейшов до складу батумського «Динамо».

### Збірна
У березні 2021 року у матчі відбору до чемпіонату світу 2022 року проти команди Швеції Грігол Чабрадзе дебютував у складі національної збірної Грузії.

## Титули
Сабуртало
 Чемпіон Грузії: 2018
 Переможець Кубка Грузії: 2019
Діла
 Чемпіон Грузії: 2018
 Переможець Суперкубка Грузії: 2025